# László Nagy (pallamanista)
László Nagy (Székesfehérvár, 3 marzo 1981) è un ex pallamanista e dirigente sportivo ungherese, direttore sportivo del Veszprém.

## Caratteristiche tecniche
È noto per il suo gioco creativo, di passaggi eccellenti e tiri molto veloci.

## Carriera
È nato a Székesfehérvár ma si è trasferito a Szeged con la famiglia a un anno. Suo padre era un giocatore di basket e anche Nagy cominciò col basket. Alla scuola elementare giocava a pallamano e a sedici anni poteva passare negli stati uniti per diventare un giocatore professionista ma decise di continuare con la pallamano. Il suo primo club professionista è stato il Pick Szeged con il quale ha debuttato in Senior nel 1997.
La sua bravura ha attirato l'attenzione di molti club fra i quali il F.C. Barcelona Handbol che nell'agosto 2000 lo ingaggiò con un contratto di 8 anni. Nagy è rimasto al Barcellona per 12 anni e ha vinto tutti i trofei possibili, nazionali e continentali, tra cui due EHF Champions League nel 2005 e nel 2011.
Nagy è stato votato dai lettori della rivista di pallamano Planet Handball come miglior giocatore maschile del mondo nel 2011.